# Latiromitra okinavensis
Latiromitra okinavensis là một loài ốc biển, là động vật thân mềm chân bụng sống ở biển trong họ Ptychatractidae.